# Campeonato Mundial de Biatlón de 1958
El I Campeonato Mundial de Biatlón se celebró en la localidad alpina de Saalfelden (Austria) el 25 de febrero de 1958 bajo la organización de la Unión Internacional de Biatlón (IBU) y la Federación Austríaca de Biatlón. 

## Resultados

### Masculino
| Evento                   | Oro                                                                               | Plata                                                                         | Bronce                                                                       |
| ------------------------ | --------------------------------------------------------------------------------- | ----------------------------------------------------------------------------- | ---------------------------------------------------------------------------- |
| 20 km individual (25.02) | Adolf Wiklund · Suecia · 1:33:44,0                                                | Olle Gunneriusson · Suecia · 1:34:13,0                                        | Viktor Butakov URSS 1:34:46,0                                                |
| Equipo (25.02)           | Suecia · Adolf Wiklund · Olle Gunneriusson · Sture Ohlin · Sven Nilsson · 6:23:58 | URSS Viktor Butakov Valentin Pshenitsyn Dmitri Sokolov Alexandr Gubin 6:35:33 | Noruega · Arvid Nyberg · Asbjørn Bakken · Knut Wold · Rolf Gråtrud · 6:23:58 |

1. ↑  La prueba por equipo consistió en la suma de los tiempos de los tres biatletas de cada país que participaron en la prueba individual.

## Medallero
| Núm. | País    | Oro | Plata | Bronce | Total |
| ---- | ------- | --- | ----- | ------ | ----- |
| 1    | Suecia  | 2   | 1     | 0      | 3     |
| 2    | URSS    | 0   | 1     | 1      | 2     |
| 3    | Noruega | 0   | 0     | 1      | 1     |
|      | TOTAL   | 2   | 2     | 2      | 6     |